# Larry Young (scientifique)
Pour les articles homonymes, voir Larry Young.
 (octobre 2021).
Le Dr Larry Young est un neurobiologiste de l'université Emory, en Géorgie aux États-Unis.  Il travaille au Yerkes National Primate Research Center.  Il est le chef de la division Behavioral Neuroscience and Psychiatric Disorders.  Il est aussi le directeur du Center for Translational Social Neuroscience (CTSN) à Emory. Il s'est démarqué pour ses recherches sur la vasopressine et l'ocytocine chez les campagnols.